# Bambi (film)
För andra betydelser, se Bambi (olika betydelser).
Bambi är en amerikansk animerad film från 1942, producerad av Walt Disney och baserad på en roman av Felix Salten. Filmen hade urpremiär i New York den 13 augusti 1942 och blev den femte av Disneys långfilmer. Bambi var Walt Disneys personliga favorit av hans filmer.
Titelfiguren, som i den litterära förlagan är ett rådjur, är i filmen en vitsvanshjort. Artbytet skedde med hänsyn till att rådjur inte ingår i den nordamerikanska faunan.

## Handling
Alla djuren i skogen är ivriga att ta sig till gläntan, där något stort har ägt rum. En prins - en hjortkalv - har nämligen fötts. Djuren får en första blick av den nya prinsen innan de ger sig av för att lämna mamman och hennes son ifred. En ung kanin, Stampe, vänder sig om för att fråga vad prinsen ska heta. Mamman berättar att hon tänker kalla honom för Bambi.
Bambi och hans mamma är ute och går. De möter en massa djur som hälsar på dem, bl.a. Stampe och hans syskon. De tar med Bambi för att leka, och han lär sig sina första ord (även om han kallar en fjäril för en sparv och en blomma för en fjäril). Detta leder till att han kallar en skunk för "blomma", och Blomma (som han nu får heta) blir från och med det deras vän.
Bambi och hans mamma går ut på ängen där de träffar en annan hjort och hennes dotter Feline. Bambi möter också flera andra hjortar och hoppar glatt efter dem, då de plötsligt stannar. En stor ståtlig hjort har klivit ut på ängen, och han stannar och ser på Bambi. När hjorten har lämnat ängen frågar Bambi sin mamma vem det var. Det visar sig att han är Skogens furste, som vakar över alla. Knappt har Bambis mamma sagt detta förrän hjorten visar sig igen, nu för att varna alla, då människan är på väg.

## Röster och roller
| Figur          | Originalröst | Svensk originalröst (1943)                                                               | Svensk omdubb (1986) |
| -------------- | --- | ---------------------------------------------------------------------------------------- | --- |
| Bambi          | Bobby Stewart (nyfödd) Donnie Dunagan (barn) Hardie Albright (ungdom) John Sutherland (vuxen) | Eva Stiberg (ung) ¿'Nils Kihlberg (vuxen)                                                | Rickard Barrefelt (barn) Johan Åkerblom (ungdom) Pontus Gustafson (vuxen)                                                                                        |
| Stampe         | Peter Behn (barn) Sam Edwards (ungdom) Tim Davis (vuxen) | Anita Björk (ung) Erik Strandmark (vuxen)                                                | Johan Rundquist (ung) Staffan Hallerstam (vuxen) |
| Blomma         | Stan Alexander (barn) Tim Davis (ungdom) Sterling Holloway (vuxen) | Agneta Lagerfelt (ung) John Zacharias (vuxen)                                            | Isabel Franciosa (ung) Mats Åhlfeldt (vuxen) |
| Feline         | Cammie King (ung) Ann Gillis (vuxen) | Mai Zetterling                                                                           | Josefina Mothander (ung) Louise Raeder (vuxen) |
| Bambis mamma   | Paula Winslowe | Birgitta Valberg                                                                         | Monica Nordquist |
| Skogens furste | Fred Shields | Ivar Kåge                                                                                | Stephan Karlsén |
| Stampes mamma  | Margaret Lee | Eva Dahlbeck                                                                             | Gunnel Fred |
| Felines mamma  | Mary Lansing | Maj-Britt Håkansson                                                                      | Fillie Lyckow |
| Ugglan         | Will Wright | Georg Funkquist                                                                          | Nils Eklund |
| Övriga djur    | Thelma Boardman (Fru Vaktel) Mary Lansing (Fru Pungdjur) Mary Lansing (skunkflickan) Thelma Boardman (kaninflickan) Paula Winslowe (fasan) Mary Lansing (fasan) Thelma Boardman (fasan) Bobette Chapman (kanin) Janet Chapman (kanin) Jeanne Christy (kanin) Dolyn Bramston Cook (kanin) Jack Horner (kanin) Sandra Lee Richards (kanin) Babs Nelson (kanin) Joey Pennario (kanin) Francesca Santoro (kanin) Elouise Wohlwend (kanin) J. Donald Wilson (jordekorre) Eddie Holden (jordekorre) Robert Winkler (mus) Otis Harlan (mullvad) Stuart Erwin (ekorre) Clarence Nash (padda) Marion Darlington (fågel) | Ebba Wrede Nancy Dalunde Ingrid Östergren Eva Wikman Gösta Kjellertz Anna-Lisa Cronström | Magnus Rehbäck Annika Rehbäck Niclas Björnbom Olle Persson Lena Willemark Svante Thuresson Bo Andersson Kerstin Bagge Lasse Bagge Monica Dominique Lena Ericsson |

## Produktion

### Animatörer och andra konstnärer
Huvudanimatörer var Frank Thomas, Milt Kahl, Ollie Johnston, Eric Larson och Retta Scott. Art directiongruppen leddes av Tom Codrick. Tyrus Wong var den som ansvarade för bakgrundsmålningarna.

### Övriga medverkande (i urval)
- Scenografi : Tom Codrick, Robert Cormack, Lloyd Harting, David Hilberman, John Hubley, Dick Kelsey, McLaren Stewart, Al Zinnen
- Regiassistenter : Jack Atwood, Mike Holoboff, Bob Ogle
- Orkesterarrangemang : Paul J. Smith, Charles Wolcott
- Skridskomodell för Stampe : Donna Atwood
- Skridskomodell : Jane Randolph

### Sånger
| Originaltitel                            | Svensk titel                   |
| ---------------------------------------- | ------------------------------ |
| Love is a Song                           | Kärleken är som en vacker sång |
| Little April Shower                      | Dropp dropp dropp              |
| Let's Sing a Gay Little Spring Song      | En söt liten vårsång           |
| Looking for Romance (I Bring You a Song) | Här får du en sång             |
| Rain Drops                               | svensk titel saknas            |

Rain Drops skrevs till filmen men användes aldrig.

## Distribution och mottagande

### Marknadsföring
Filmen marknadsfördes i USA via följande två slogans:
- Walt Disney's multiplane technicolor feature
- A great love story

### Svenska premiärer
- 4 oktober 1943 – svensk biopremiär[4][5]
- 21 december 1957 – nypremiär[6]
- 16 augusti 1969 – nypremiär (tillsammans med Nalle Puh och den stormiga dagen)[7]
- 6 april 1979 – nypremiär[8]
- 21 mars 1986 – nypremiär (ny dubbning)[9]
- 24 juli 1993 – nypremiär[10]
- 16 april 1994 – köpvideopremiär
- 20 januari 1999 – ny köpvideoutgåva
- 23 februari 2005 – nypremiär på video, samt premiär på DVD
- 9 mars 2011 – nypremiär på DVD, samt premiär på Blu-ray

När Bambi gavs ut på VHS för första gången 1994 fick utgåvan av misstag den gamla dubbningen från 1943. När detta upptäcktes blev upplagan korrigerad, men många kopior med den gamla dubbningen hann säljas. På dessa kopior anges namnen från nydubbningen, medan det är de gamla rösterna som hörs. De senare utgåvorna (1999 och 2005) har den nya dubbningen.

### Kritik
”I detta förtrollande reservat har de samlat en ensemble som växer upp, möter kärleken på ett komiskt sätt, skämtar och gör upptåg som bara Disneys djur kan. [...] Det skulle vara ohyfsat att tillrättavisa en ansträngning som har fångat så mycket häpnadsväckande skönhet eller som så ofta rör vid hjärtat med humor som är både innovativ och vis. Och ändå, på grund av all dess flitiga användande av spindelvävstunn kärleksfullhet, lämnade Bambi åtminstone en vuxen mer än något besviken. För genom att återge Saltens fabel har Mr. Disney igen visat en nedslående tendens att inkräkta bortom tecknade fantasiers gränser till den täta naturalismen av tidningsillustrationer. [...] Utan tvivel kommer dessa faktorer te sig akademiska för barnen på Music Hall, då Bambi är deras film. [...] Bambi kommer dock självklart att tillfredsställa många människor.” Theodore Strauss, The New York Times, 14 augusti 1942.

### Utmärkelser
Filmen nominerades till tre Oscars i kategorierna Bästa originalsång, Bästa musik och Bästa ljud. Walt Disney vann ett specialpris vid Golden Globe-galan för sin "fortsatta inverkan på filmduken".

## Teman och djurvärld
Felix Saltens roman Bambi utspelas i Europa och handlar om ett rådjur. Men i Disneys film har handlingen överflyttats till Nordamerika, och där finns det inga rådjur - Bambi har därför blivit en amerikansk vitsvanshjort i filmen. Även resten av djurvärlden i filmen har anpassats till nordamerikansk fauna – skunkar, till exempel, finns ju inte i Europa. Stampe (som är hare i bokoriginalet) blev en kanin i Disneys version (engelska versionen).